# Орвил (Алабама)
Орвил (енгл. Orrville) град је у америчкој савезној држави Алабама. По попису становништва из 2010. у њему је живело 204 становника.

## Демографија
Према попису становништва из 2010. у граду је живело 204 становника, што је 26 (11,3%) становника мање него 2000. године.
| Група             | 2000.       | 2010.       |
| Белци             | 118 (51,3%) | 77 (37,7%)  |
| Афроамериканци    | 111 (48,3%) | 127 (62,3%) |
| Азијати           | 0 (0,0%)    | 0 (0,0%)    |
| Хиспаноамериканци | 1 (0,4%)    | 0 (0,0%)    |
| Укупно            | 230         | 204         |